# Sigmodon planifrons
Sigmodon planifrons е вид бозайник от семейство Хомякови (Cricetidae). Видът е застрашен от изчезване.

## Разпространение
Разпространен е в Мексико.